# FA Premier League 2013-14
La FA Premier League 2013–14 va ser la 22a edició de la Premier League, la principal lliga de futbol professional organitzada per clubs de futbol a la Gran Bretanya. El calendari es va anunciar el 19 de juny de 2013. La competició va començar el 17 d'agost de 2013, i va acabar l'11 de maig de 2014.
En l'última jornada de competició, el Manchester City FC va guanyar la Premier League després de derrotar per 2-0 el West Ham United FC, i va acabar la temporada amb 86 punts. El Liverpool FC va arribar amb opcions d'aconseguir el títol a dues jornades d'acabar la lliga, però una derrota i un empat en els últims tres partits el va deixar en segona posició amb 84 punts. El Chelsea va acabar en tercera posició, mentre que el Manchester United, campió l'any anterior, va realitzar una temporada nefasta, i va acabar en setena posició. El Norwich City, el Fulham, i el Cardiff City van ser els tres equips que van descendir a la segona divisió.
Luis Suárez va aconseguir el títol de màxim golejador amb 31 gols, a més a més de ser nomenat Jugador de la Temporada. Els porters Wojciech Szczęsny de l'Arsenal i Petr Čech del Chelsea van liderar la lliga amb només 16 gols encaixats cadascun. Tony Pulis, del Crystal Palace, va guanyar el trofeu a l'Entrenador de la Temporada.

## Equips
Un total de 20 equips van participar en la lliga, incloent als 17 que ja hi eren la temporada 2012-13 els tres que van ascendir de la Championship la temporada 2012-13.
El 16 d'abril de 2013 el Cardiff City FC va aconseguir l'ascens. Tornava a la màxima divisió del futbol anglès després de 51 anys. Aquesta va ser la primera temporada en què el Cardiff City va estar a la Premier League. Aquesta temporada va ser, també, la primera en què es van trobar a primera divisió el Cardiff City FC i el Swansea City AFC, la qual cosa vol dir que fou la primera en què es va viure un derbi del sud de Gal·les a la màxima categoria. També va ser el primer cop en què es trobaven dos equips de fora d'Anglaterra la mateixa temporada.
El 4 de maig de 2013 va aconseguir l'ascens el Hull City AFC, que tornava a la Premier després de 3 temporadaes absent. El Hull va necessitar vèncer al Cardiff City en l'última jornada per aconseguir la seva plaça. En principi, per mantenir la segona plaça havia de guanyar, però la derrota del Watford FC a casa contra el Leeds United.
Finalment, el 27 de maig el Crystal Palace FC va aconseguir convertir-se en l'últim equip en classificar-se per la Premier League 2013-14 després de guanyar la promoció d'ascens, derrotant el Watford en la final, amb Kevin Phillips marcant el penalti definitiu passat el temps reglamentari. El Palace pujava a la primera divisió per primer cop des de la temporada 2004-05.
Els tres equips ascendits substituïen, així, al Queens Park Rangers FC, el Reading FC i el Wigan Athletic FC, que havien descendit la temporada anterior a la Championship.

### Estadis i aforament
Nota: a la taula s'enumeren els club en ordre alfabètic.
| Team                 | Stadium              | Capacity |
| -------------------- | -------------------- | -------- |
| Arsenal              | Emirates Stadium     | 60       |
| Aston Villa          | Villa Park           | 43       |
| Cardiff City         | Cardiff City Stadium | 28       |
| Chelsea              | Stamford Bridge      | 42       |
| Crystal Palace       | Selhurst Park        | 26       |
| Everton              | Goodison Park        | 40       |
| Fulham               | Craven Cottage       | 0        |
| Hull City            | KC Stadium           | 0        |
| Liverpool            | Anfield              | 45       |
| Manchester City      | Etihad Stadium       | 47       |
| Manchester United    | Old Trafford         | 76       |
| Newcastle United     | St. James' Park      | 52       |
| Norwich City         | Carrow Road          | 27       |
| Southampton          | St Mary's Stadium    | 33       |
| Stoke City           | Britannia Stadium    | 30       |
| Sunderland           | Stadium of Light     | 49       |
| Swansea City         | Liberty Stadium      | 20       |
| Tottenham Hotspur    | White Hart Lane      | 36       |
| West Bromwich Albion | The Hawthorns        | 26       |
| West Ham United      | Boleyn Ground        | 35       |

## Classificació
| Pos                                                 | Equip                | PJ | PG | PE | PP | GF  | GC | DG  | pts |
| --------------------------------------------------- | -------------------- | -- | -- | -- | -- | --- | -- | --- | --- |
| 1                                                   | Manchester City (L)  | 38 | 27 | 5  | 6  | 102 | 37 | +65 | 86  |
| 2                                                   | Liverpool FC         | 38 | 26 | 6  | 6  | 101 | 50 | +51 | 84  |
| 3                                                   | Chelsea              | 38 | 25 | 7  | 6  | 71  | 27 | +44 | 82  |
| 4                                                   | Arsenal (C)          | 38 | 24 | 7  | 7  | 68  | 41 | +27 | 79  |
| 5                                                   | Everton              | 38 | 21 | 9  | 8  | 61  | 39 | +22 | 69  |
| 6                                                   | Tottenham Hotspur FC | 38 | 21 | 6  | 11 | 55  | 51 | +4  | 69  |
| 7                                                   | Manchester United    | 38 | 19 | 7  | 12 | 64  | 43 | +21 | 64  |
| 8                                                   | Southampton          | 38 | 15 | 11 | 12 | 54  | 46 | +8  | 56  |
| 9                                                   | Stoke City           | 38 | 13 | 11 | 14 | 45  | 52 | -7  | 50  |
| 10                                                  | Newcastle United     | 38 | 15 | 4  | 19 | 43  | 59 | -16 | 49  |
| 11                                                  | Crystal Palace (A)   | 38 | 13 | 6  | 19 | 33  | 48 | -15 | 45  |
| 12                                                  | Swansea City         | 38 | 11 | 9  | 18 | 54  | 54 | 0   | 42  |
| 13                                                  | West Ham United FC   | 38 | 11 | 7  | 20 | 40  | 51 | -11 | 40  |
| 14                                                  | Sunderland AFC       | 38 | 10 | 8  | 20 | 41  | 60 | -19 | 38  |
| 15                                                  | Aston Villa          | 38 | 10 | 8  | 20 | 39  | 61 | -22 | 38  |
| 16                                                  | Hull City (A)        | 38 | 10 | 7  | 21 | 38  | 53 | -15 | 37  |
| 17                                                  | West Bromwich Albion | 38 | 7  | 15 | 16 | 43  | 59 | -16 | 36  |
| 18                                                  | Norwich City         | 38 | 8  | 9  | 21 | 28  | 62 | -34 | 33  |
| 19                                                  | Fulham FC            | 38 | 9  | 5  | 24 | 40  | 85 | -45 | 32  |
| 20                                                  | Cardiff City (A)     | 38 | 7  | 9  | 22 | 32  | 74 | -42 | 30  |
| Actualitzada a 2 de setembre de 2014 (38a jornada). |                      |    |    |    |    |     |    |     |     |

Llegenda
| (L) | Campió de la Lliga           |
| (C) | Campió de la Copa            |
| (A) | Ascendits temporada anterior |

|  | Classificació per a la fase de grups de la Lliga de Campions de la UEFA 2014-15 |
|  | Classificació per a la ronda prèvia de la Lliga de Campions de la UEFA 2014-15  |
|  | Classificació per a la fase de grups de la Lliga Europa de la UEFA 2014-2015    |
|  | Classificació per a la ronda prèvia de la Lliga Europa de la UEFA 2014-15       |
|  | Descens a segona divisió                                                        |

## Resum de la temporada
Els 380 partits de la temporada 2013-14 van ser anunciats el 19 de juliol de 2013. Els drets d'emissió de televisió van concedir-se tres setmanes més tard. La temporada va començar el dissabte 17 d'agost d'aquell any, i va acabar el diumenge 11 de maig de 2014. Durant aquesta edició es va estrenar la tecnologia de la línia de gol a la Premier League.
Durant la temporada 2013-14, la primera posició va canviar 25 vegades de mans. És l'edició en què va canviar més vegades des de la temporada 2001-02, quan va canviar en 29 ocasions, la més moguda fins llavors. El campionat no va decidir-se fins a l'última jornada, la setena vegada que això passava de tota la història. Manchester City won the league with a 2–0 victory over West Ham United on the final day, finishing with 86 points. En total, el Manchester City va liderar el campionat només 14 dies en la seva cursa fins a la consecució del títol en les darrers tres temporades. El City va marcar 102 gols, un menys que el màxim aconseguit per cap equip de la Premier, convertint-se en el segon equip més golejador en una temporada.
Dues setmanes abans d'acabar la lliga, el Liverpool tenia l'oportunitat de proclamar-se campió, però va perdre i empatar dos dels tres últims partits. L'equip va acabar en segona posició, amb 84 punts. El Chelsea va quedar tercer, mentre que el vigent campió, el Manhester United, va acabar en setena posició, no classificant-se per cap competició europea per primer cop en 25 anys; el seu entrenador, David Moyes, va ser destituït a l'abril. Va ser el quart cop en la història de la Premier League en què el United no acabava entre els 4 primers, i la seva pitjor classificació des de la temporada 1989-90. El Southampton va acabar en vuitena posició, i els 72 punts de l'Everton van ser el seu rècord de punts.
El Sunderland es va convertir en el segon equip de l'era Premier League en evitar el descens quan era l'últim classificat el dia de Nadal. Derrotat a casa per l'Everton, l'equip entrenat per Gus Poyet es convertia en el cuer de la classificació el 12 d'abril, a set punts de la salvació. L'escalada de l'equip va començar amb un empat contra el City, futur campió, seguit per una ratxa de 4 victòries consecutives, incloses dues contra el Chelsea i el United. La salvació es va aconseguir gràcies a la victòria per 2-0 contra el West Bromwich Albion el 7 de maig. El Norwich City, el Fulham i el Cardiff Cityvan acabar descendint al final de la temporada.
Dos equips (Manchester City i Liverpool) van marcar més de 100 gols per primer cop en la història de la lliga. Aquesta fita només l'havia aconseguit un equip fins llavors, el Chelsea la temporada 2009-10. Luis Suárez va guanyar el trofeu de màxim golejador fàcilment, amb 31 gols, molt per sobre del seu company d'equip, Daniel Sturridge, que en va aconseguir 21. Wojciech Szczęsny, de l'Arsenal, i Petr Čech, del Chelsea, van convertir-se en els porters menys golejats, amb 16 gols cada un. En un partit contra el Southampton, Asmir Begović es va convertir en el cinquè porter de la història en marcar un gol en lliga. El gol de Begovic, a més a més, es va convertir en el gol més matiner de la temporada, aconseguint-lo només als 12 segons de començar el partit. Mile Jedinak va ser el jugador que va realitzar més robatoris de pilota, amb 133. L'entrenador del Chelsea, Jose Mourinho, va perdre un partit a casa per primer cop en la seva carrera a la Premier League, concretament contra el Sunderland AFC, acabant amb una ratxa de 77 partits sense perdre assolits en les dues etapes que ha estat entrenador del Chelsea.

## Estadístiques

### Gols
- Primer gol: Daniel Sturridge pel Liverpool contra l'Stoke City (minut 37, 13:22 BST)[16] (17 agost 2013)
- Gol més ràpid: 12 segons (Asmir Begović (porter), de l'Stoke, en l'Stoke City 1–1 Southampton[15] 2 novembre 2013)
- Victòra amb més diferència de gols: 7 gols[17]
  - Manchester City 7–0 Norwich City (2 de novembre de 2013)
- Partit amb més gols: 9 gols[17]
  - Manchester City 6–3 Arsenal (14 de desembre de 2013)
  - Cardiff City 3–6 Liverpool (22 de març de 2014)
- Més gols marcats per un equip al mateix partit: 7 gols[17]
  - Manchester City 7–0 Norwich City (2 de novembre de 2013)
- Més gols marcats per un equip perdent el partit: 3 gols
  - Sunderland 3–4 Chelsea (4 de desembre de 2013)
  - Manchester City 6–3 Arsenal (14 de desembre de 2013)
  - Stoke City 3–5 Liverpool (12 de gener de 2014)
  - Aston Villa 4–3 West Bromwich Albion (29 de gener de 2014)
  - Liverpool 4–3 Swansea City (23 de febrer de 2014)
  - Cardiff City 3–6 Liverpool (22 de març de 2014)

#### Màxims golejadors
| Nº | Jugador          | Club              | Gols |
| -- | ---------------- | ----------------- | ---- |
| 1  | Luis Suárez      | Liverpool         | 31   |
| 2  | Daniel Sturridge | Liverpool         | 21   |
| 3  | Yaya Touré       | Manchester City   | 20   |
| 4  | Sergio Agüero    | Manchester City   | 17   |
| 4  | Wayne Rooney     | Manchester United | 17   |
| 6  | Wilfried Bony    | Swansea City      | 16   |
| 6  | Edin Džeko       | Manchester City   | 16   |
| 6  | Olivier Giroud   | Arsenal           | 16   |
| 9  | Romelu Lukaku    | Everton           | 15   |
| 9  | Jay Rodriguez    | Southampton       | 15   |

#### Hat-tricks
| Jugador        | Equip           | Rival                | Resultat | Data            |
| -------------- | --------------- | -------------------- | -------- | --------------- |
| Luis Suárez    | Liverpool       | West Bromwich Albion | 4–1      | 26 octubre 2013 |
| Luis Suárez4   | Liverpool       | Norwich City         | 5–1      | 4 desembre 2013 |
| Adam Johnson   | Sunderland      | Fulham               | 4–1      | 11 gener 2014   |
| Samuel Eto'o   | Chelsea         | Manchester United    | 3–1      | 19 gener 2014   |
| Eden Hazard    | Chelsea         | Newcastle United     | 3–0      | 8 febrer 2014   |
| André Schürrle | Chelsea         | Fulham               | 3–1      | 1 març 2014     |
| Yaya Touré     | Manchester City | Fulham               | 5–0      | 22 març 2014    |
| Luis Suárez    | Liverpool       | Cardiff City         | 6–3      | 22 març 2014    |

4 El jugador va marcar 4 gols